# Казаков, Андрей Владимирович
Андрей Владимирович Казаков (12 мая 1969) — советский и российский футболист, выступавший на позиции нападающего и защитника. Играл в высшем дивизионе Бангладеш, также выступал за профессиональные клубы России.

## Биография
Воспитанник футбольной секции стадиона «Волна» (Дубна). На взрослом уровне начинал играть в местной команде, выступавшей в чемпионате Московской области. В 1990 году дебютировал в соревнованиях команд мастеров в составе люберецкого «Торгмаша». В 1991—1992 выступал за команду из Орехово-Зуева, носившую названия «Знамя Труда» и «Хитрые Лисы». В 1993 году перешёл в «Космос» из Долгопрудного, за который играл следующие шесть сезонов и провёл 163 матча во второй и третьей лиге.
В промежутках между выступлениями за «Космос» играл в чемпионате Бангладеш за «Абахани» из Дакки. В 1994 и 1995 годах становился чемпионом страны.
В 1999 году сыграл один матч во втором дивизионе за «КАМАЗ», после чего завершил профессиональную карьеру.